# 奇妙人生
《奇妙人生》是一款由Dontnod娱乐開發，史克威爾艾尼克斯發行的章節性質的視覺冒險游戏。遊戲包含五個章節，于2015年陆续发布，支持Microsoft Windows、PlayStation 4、PlayStation 3、Xbox One和Xbox 360平台。Linux和macOS版在2016年由Feral Interactive移植。又於2018年移植至行動裝置，發布iOS及Android版本。
遊戲主角為麦克斯·考非尔德，她發現自己擁有在任意時刻回溯時間的能力，導致她每一个选擇將引發蝴蝶效應。在预见一场风暴即将到来后，麦克斯必须承担起责任，防止小镇遭受破坏。玩家的行动会影响故事的发展，游戏允许和鼓励玩家使用麦克斯对时间的操纵能力来重塑剧情。
遊戲開發工作於2013年4月展開，考虑到財務与創作理由，團隊決定以章節形式推行。團隊成員為創造角色曾前往奥斯陆作資料搜集和研究人物原型。团队会参考玩家的反馈对剧集进行调整。有別於傳統的點擊解謎式視覺冒險遊戲，本作以劇情和角色演进為核心。
遊戲推出時獲得普遍正面評價，評論大多欣賞角色發展、回溯的遊戲機制和对禁忌话题的探讨。批评多集中在使用俚语、口型不匹配、故事色调不一致等方面。截至2017年5月，已售出超过300万份。

## 遊戲操作
《奇妙人生》採用第三人稱視角，核心機制為容許玩家逆轉時間至檢查點前，改變過去的行動，角色對話亦能被逆轉，互動選擇則以對話樹顯示。已作出的選擇將改變未來，造成短期或長期的影響。Dontnod創意總監表示玩家作出的所有選擇均無絕對的對錯之分，短期內有利的選擇或將帶來惡果。事件被逆轉後，事先獲得的細節可在未來發揮作用。時間逆轉前持有的物品能留在主角身上。
遊戲內可互動物品均有手繪圖標，互動後能對物品進行觀察或協助解謎。各關卡均有彩蛋以鼓勵玩家探索。

## 劇情
2013年10月7日，麦克斯·考非尔德（Maxine Caulfield）在上艺术课时出現幻視，来到了某个燈塔旁并目擊到巨型龍捲風摧毁小镇的全过程。惊魂未定的麥克斯下課後来到洗手間却又目睹同学內森（Nathan Prescott）意外槍殺了另一名女生。麥克斯驚呼後發現自己居然回到了剛才的课堂中，于是她迅速在下課後趕到洗手間成功阻止了这起事件，其後發現被救的女生是兒時好友克洛伊（Chloe Price）。兩人相聚後前往鎮上海岸散步，麥克斯發現岸上燈塔與幻視中所見燈塔相同，隨即再次陷入幻視，发觉災難將於四天後發生。恢复意識後麥克斯向克洛伊透露幻視內容以及其回溯時間的能力。
第二天，麥克斯同學凱特（Kate Marsh）因被拍攝到在一派對中與多名男生發生親暱行為而成為網絡欺凌受害者，麥克斯與凱特交談後得悉派對由內森主辦，凱特是被药物迷晕而非自願地被拍攝。克洛伊其後邀約麥克斯對其能力進行實驗，麥克斯在多次回溯時間後出现了流鼻血和晕厥的情况。回校後麦克斯发现凱特在一眾學生觀看下准备從女生宿舍楼顶跳下自杀，麥克斯運用能力使時間停頓後到達屋顶進行劝说，此时玩家的對話選擇決定了凱特的命運。事後麥克斯認為这次事件與克洛伊的好朋友、已经失蹤的學生瑞秋（Rachel Amber）有所關係，決定與克洛伊尋求真相。當晚二人潛進學園校長辦公室尋找線索，在閱畢校長私人檔案後二人在學園泳池玩樂片刻，遭到警衛追捕的她们最终有惊无险地回到克洛伊家。
第三天，任学校保安队长的克洛伊繼父大卫（David Madsen）歸來後與二人發生口角，麥克斯亦向克洛伊母親透露大衛秘密擁有凱特與瑞秋的檔案。麥克斯认为瑞秋與克洛伊的債主弗兰克（Frank Bowers）關係并不尋常，于是与克洛伊一道潛入弗兰克的房车中進行調查，事实证明瑞秋與弗兰克曾有戀人關係但對克洛伊隱瞞此事。麥克斯回到學園宿舍後細閱一幅她與克洛伊的兒時照片時突然被送回照片拍攝當天——克洛伊生父親威廉（William Price）車禍去世的那天。麥克斯為救威廉而藏起了其車鑰匙使他免於一死，但是此舉让现实进入了另一条时间线：麥克斯與內森及其朋友成了好友、大衛當上了校巴司機、威廉安然無恙、克洛伊却因一次意外车祸而终生瘫痪。
麥克斯與克洛伊相處一天後決定用那张照片再次返回拍攝當天，撤回當時的決定使時空回復正常。麥克斯與克洛伊利用從大衛、內森和弗兰克處取得的資料繼續進行調查，二人追查至一所由內森家族擁有的廢棄穀倉，發現地下密室內藏有凱特與瑞秋被縛和迷晕的照片，其中一张照片是瑞秋倒在克洛伊常留連的廢料回收場內的土坑內。二人趕往回收場後證實瑞秋已死，愤怒的克洛伊認為內森就是兇手，决定與麥克斯一同前往追捕，二人因其後接獲內森威脅毀滅證據的短訊而折返卻被伏擊，麥克斯被注射了迷藥而克洛伊被射殺，麥克斯在失去意識前看見開槍者是學園攝影老師杰弗遜（Mark Jefferson）。
麥克斯被杰弗遜囚禁在地下密室後以現場相片返回第一天的課堂中，向大衛發送短訊告發杰弗遜，事件再次產生新時空：克洛伊生還、杰弗遜被捕、麥克斯勝出一攝影比賽、其得勝相片在三番市的相片展覽中展出。麥克斯在展覽場地致電克洛伊，却獲悉阿卡迪亞灣正受預視中的巨型龍捲風吹襲。麦克斯决定利用其展覽相片返回更早的過去以圖再次改變時空，结果發現自身陷入時空的惡夢中，過去的一切縱橫交錯地呈現眼前。麥克斯回復意識後發現自己與克洛伊位於阿卡迪亞灣燈塔旁，这才明白龍捲風就是自己改變時空拯救了克洛伊的后果，面對最後的決擇：返回第一天克洛伊被殺前一刻容許兇案發生以拯救阿卡迪亞灣，或讓龍捲風摧毀阿卡迪亞灣使克洛伊存活。假如麥克斯選擇後者，海灣會被毀滅，麥克斯與克洛伊驅車離開空無一人的廢墟；假如麥克斯選擇前者，克洛伊被內森射殺，內森與杰弗遜被拘捕，麥克斯出席克洛伊葬禮。

## 開發
遊戲開發於2013年4月展開，開發代號為《假如》（What If）。Dontnod Entertainment以出道作《記憶駭客》的遊戲機制提出開發概念，繼而創作了主角以配合時間逆轉設定。工作室基於財務和創作理由決定以章節形式開發遊戲，使劇情能以較慢的節奏公開，亦決定大部分開發資金將用於劇情創作和聘請配音員。有別於傳統點擊解謎的視覺冒險遊戲，工作室表示《奇妙人生》強調劇情和角色發展，選擇和後果在劇情發展中扮演重要角色。
工作室創辦人之一肖恩·莫里斯（Jean-Maxime Moris）談及遊戲背景和藝術風格時表示太平洋西北地區富有切合遊戲的懷舊和秋天氣氛，有使人探索內心的感覺，因此在早期開發中已被定為劇情發生地點。團隊到訪當地拍攝照片、翻閱當地報章和利用Google街景確保遊戲環境與實境相近。為迎合現實主義，劇情內的超自然元素被設定為角色內心掙扎的實體化，遊戲內的材質均為人手著色，營造藝術總監稱為「浮光掠影式渲染」（impressionistic rendering）的效果。莫里斯認為現今社會追求原創和變化，團隊不但以創作最佳的遊戲為目標，也提供完全切合玩家要求的體驗。
莫里斯表示雖然《奇妙人生》與工作室前一部作品《記憶駭客》有明顯分別，但主題同樣圍繞記憶和身份，假如《記憶駭客》從數位角度探討人的身份，《奇妙人生》則從類比角度審視同一主題。遊戲採用改良的第三代魔域幻境引擎製作，以及重用為《記憶駭客》而製作的工具和特別效果。圖像處理、多重曝光和粒子系統等視覺效果被用以呈現主角回溯時間時所需的藝術美感。遊戲所有章節被指在同一時間製作，使開發團隊能根據玩家反應進行調整。團隊參考的其他作品包括《行屍》、《歸家》、《暴雨殺機》、以及《麥田捕手》。為協助玩家理解遊戲角色，團隊先以原型人物設定角色，其後才加以改變。
遊戲是Dontnod Entertainment第二部以女性為主角的作品，開發日記提及工作室曾被其他潛在發行商要求使用男性主角。莫里斯以玩家門事件為例指出此事值得討論，但強調工作室無意以該事件吸引目光，而是希望創作理想的遊戲和採用切合劇情的角色，因而使用兩名女性主角。遊戲總監對此表示主角性別對創作良好的劇情而言關係不大。
遊戲音樂由樂團Syd Matters成員強納森·莫萊里（Jonathan Morali）創作。樂曲參考了現代獨立民謠，以營造遊戲氣氛和「穿透一切劇情、藝術和聲音層面」為提而創作，融合版權音樂與原創音樂，版權音樂來自多位作曲者。
Feral Interactive稍候將本遊戲移植到了OS X和Linux平台，分別在2016年6月16日和7月21日發行。

### 發行
史克威爾艾尼克斯與Dontnod Entertainment於2014年8月11日公開遊戲。2014年11月，發行商表示有興趣以光碟版發行遊戲，但他們當時全力處理數位發行版本。第一章發行日期於9月時公佈為2015年1月30日，同時公開遊戲首部宣傳片段。
2015年2月，第二章的未完成版本流入互聯網，Dontnod的代表作出回應，對他們花了許多時間和心血製作的東西以未完成的狀態對外公開感到難過，呼籲玩家不要下載，以及保證遊戲完成版本將更完善和將在3月中發行。2月26日，電子遊戲網誌Destructoid宣佈第二章將延期發行，無法趕及預定發行日3月13日，但澄清仍將於3月底前推出。第二章於3月中製作完成，發行日期定為3月24日。
Dontnod在與英國電子遊戲網站Eurogamer的會談中否認有報告指六星期一章節之發行週期是造成延期的原因，遊戲總監表示他們正盡全力，目標週期是兩個月之內。第三章其後在5月19日發行；被指規模比前三章均要大的第四章在7月28日發行；最後一章於10月20日發行。
遊戲將有日本語版本，對應微軟視窗、PlayStation 4與PlayStation 3。實體零售版本被定於2016年1月19日發行，對應PlayStation 4與Xbox One，歐洲區內則於2016年1月22日發行。限定版將有畫冊、原聲大碟、樂譜與總監評論。
| 章節                                                                                             | 作者                            | 發行日                                | 發行日 |
| 章節                                                                                             | 作者                            | 原定發行日 (PC, PS4, PS3, XOne, X360) |        |
| ------------------------------------------------------------------------------------------------ | ------------------------------- | ------------------------------------- | ------ |
|                                                                                                  |                                 |                                       |        |
| 第一章：蝶蛹（Chrysalis）                                                                        | Christian Divine,Jean-Luc Cano  | 2015年1月30日                         |        |
| 主角麥克斯預見阿卡迪亞灣將受龍捲風吹襲並發現自己擁有了回溯時間的能力，使兒時好友克洛伊免於一死。 |                                 |                                       |        |
|                                                                                                  |                                 |                                       |        |
| 第二章：不合時宜（Out of Time）                                                                  | Christian Divine, Jean-Luc Cano | 2015年3月24日                         |        |
| 克洛伊說服麥克斯測試其能力，同時麥克斯嘗試協助遭受欺凌的同學凱特。                               |                                 |                                       |        |
|                                                                                                  |                                 |                                       |        |
| 第三章：混沌理論（Chaos Theory）                                                                 | Christian Divine, Jean-Luc Cano | 2015年5月19日                         |        |
| 麥克斯與克洛伊追查失蹤學生瑞秋的下落，以及發現改變過去對時空造成的影響。                         |                                 |                                       |        |
|                                                                                                  |                                 |                                       |        |
| 第四章：黑房（Dark Room）                                                                        | Christian Divine, Jean-Luc Cano | 2015年7月28日                         |        |
| 麥克斯與克洛伊揭發瑞秋失蹤事件的真相及背後秘密。                                                 |                                 |                                       |        |
|                                                                                                  |                                 |                                       |        |
| 第五章：兩極或極化（Polarized）                                                                  | Christian Divine, Jean-Luc Cano | 2015年10月20日                        |        |
| 阿卡迪亞灣遭受龍捲風吹襲，麥克斯多次穿梭時空以阻止災難發生。                                     |                                 |                                       |        |

## 評價
| 游戏             | Metacritic                             |
| ---------------- | -------------------------------------- |
| 第一章：蝶蛹     | (PC) 77/100 (PS4) 75/100 (XOne) 77/100 |
| 第二章：不合時宜 | (PC) 77/100 (PS4) 78/100 (XOne) 73/100 |
| 第三章：混沌理論 | (PC) 80/100 (PS4) 81/100 (XOne) 80/100 |
| 第四章：黑房     | (PC) 76/100 (PS4) 81/100 (XOne) 74/100 |
| 第五章：兩極     | (PC) 83/100 (PS4) 81/100 (XOne) 80/100 |

評論大多對遊戲角色聲唇不一致和使用俚語作出批評，但對角色發展和時間操縱設定予以讚揚，認為遊戲界中應有更多此類型的遊戲。美國商業雜誌《福布斯》認為奇异人生是不同遊戲類別的成功結合；《Eurogamer》認為奇异人生是這一世代中最出色之互動遊戲之一。

### 销量
奇异人生第一章是2015年2月PlayStation 4與PlayStation 3第五大暢銷遊戲。直至2015年7月24日，奇异人生銷量已達一百萬份。

### 獎項
| 日期 | 獎項              | 項目                                | 提名                    | 結果 | 註解    |
| ---- | ----------------- | ----------------------------------- | ----------------------- | ---- | ------- |
| 2015 | Develop行業優秀獎 | 新遊戲知識產權 - 個人電腦／遊戲主機 | 《奇妙人生》            | 獲獎 | [ 109 ] |
| 2015 | Develop行業優秀獎 | 敘述運用                            | 《奇妙人生》            | 獲獎 | [ 109 ] |
| 2015 | 金搖杆獎          | 當年最佳遊戲                        | 《奇妙人生》            | 提名 | [ 110 ] |
| 2015 | 金搖杆獎          | 最佳原創遊戲                        | 《奇妙人生》            | 提名 | [ 110 ] |
| 2015 | 金搖杆獎          | 最佳劇情                            | 《奇妙人生》            | 提名 | [ 110 ] |
| 2015 | 金搖杆獎          | 最佳音效                            | 《奇妙人生》            | 提名 | [ 110 ] |
| 2015 | 金搖杆獎          | 最佳遊戲時刻                        | 拯救凱特 (Saving Kate)  | 提名 | [ 110 ] |
| 2015 | 金搖杆獎          | 當年最佳表現                        | 飾演克洛伊的Ashly Burch | 獲獎 | [ 110 ] |
| 2016 | Steam大奖         | “”奖                                | 《奇妙人生》            | 提名 | [ 111 ] |

## 续作
《奇异人生》的续作《奇异人生：暴风前夕》（Life is Strange: Before the Storm）由Deck Nine開發，该作是本作的前传，以分章节的方式于2017年8月31日起陆续推出。